# Barrio del Soto
El Barrio del Soto se encuentra al noroeste de la ciudad de Móstoles, en la provincia de Madrid (España) y pertenece al Distrito 4 - Oeste de la ciudad de Móstoles, también conocido como Distrito Oeste. Este barrio hace frontera con los barrios de  Parque Coímbra, Azorín, Los Rosales y la localidad de Villaviciosa de Odón. La población del barrio oscila alrededor de los 19.000 habitantes.

## Infraestructuras y servicios
En el barrio está localizado el centro de salud El Soto, la comisaría de la Policía Nacional de Móstoles, y el polideportivo municipal Andrés Torrejón.

## Parques
Sus parques más importantes son el Parque del Soto, Parque Finca Liana, y Parque Lineal del Arroyo del Soto. Este último consiste en un soto de árboles que comunican el barrio de Los Rosales con el parque Prado Ovejero, y el Parque del Soto.

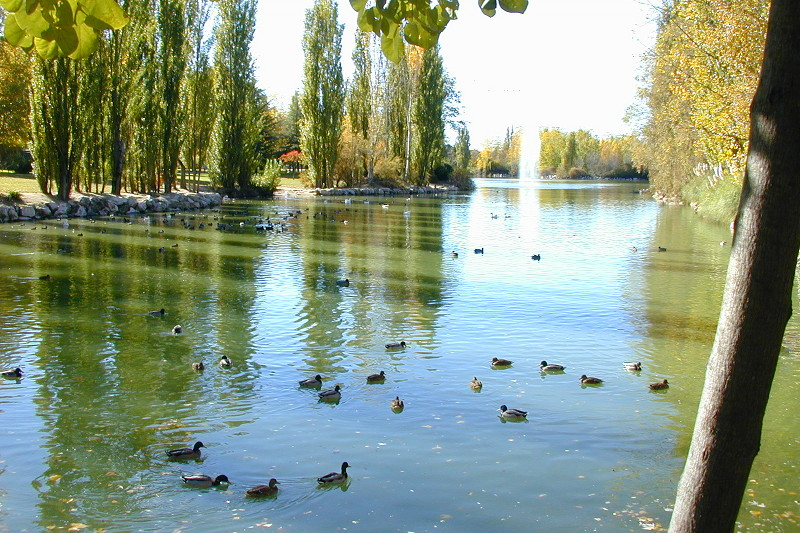
Parque del Soto

## Arroyo del Soto
El río Guadarrama, tras su nacimiento en las montañas de Siete Picos y paso por la Comunidad de Madrid, tiene en su orilla izquierda el Arroyo del Soto, que llega hasta el Parque del Soto.

## Transportes
- Línea C5 de Cercanías Madrid, con la Estación de Móstoles-El Soto. Estación de Móstoles-El Soto

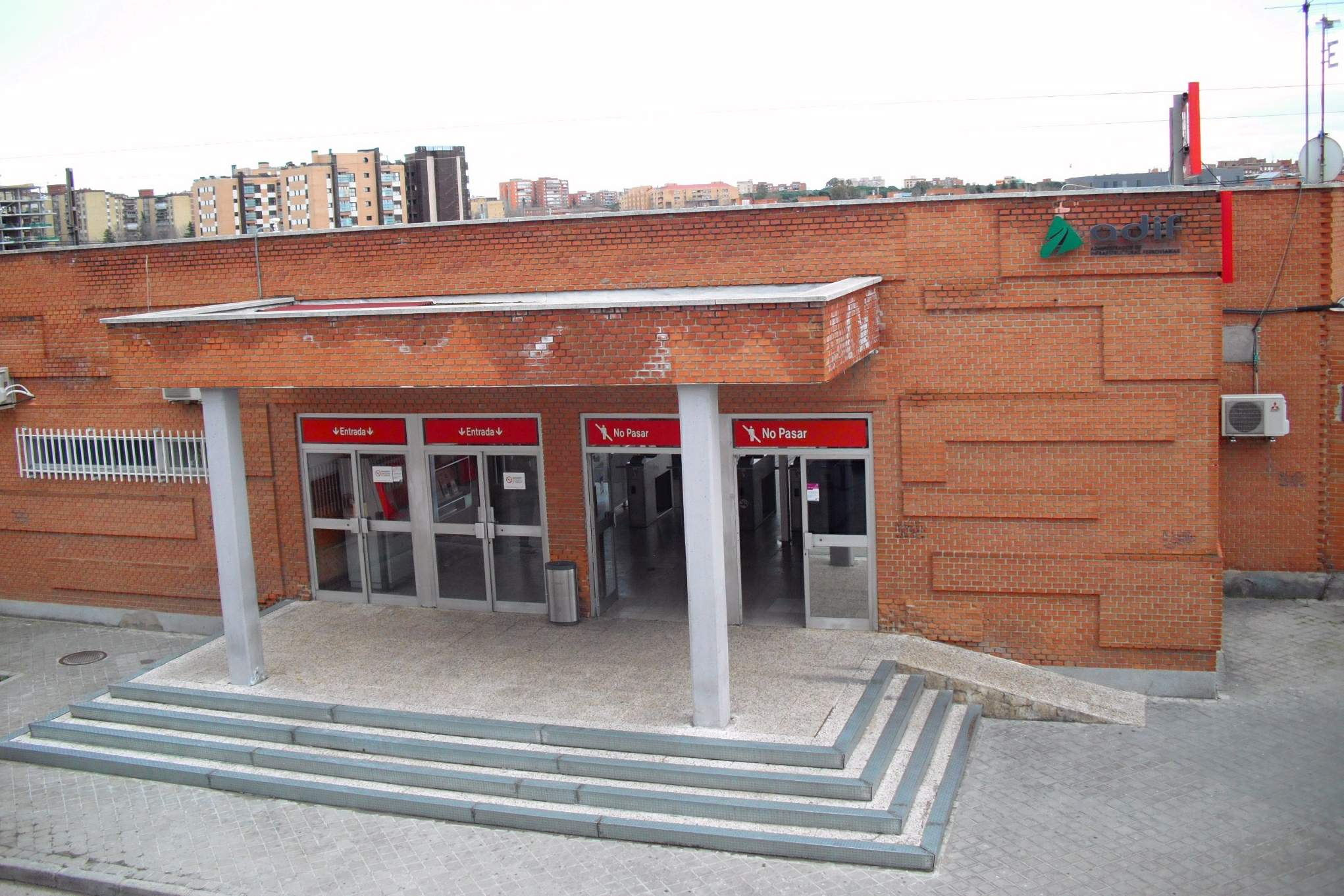
Estación de Móstoles-El Soto

- Línea 12 (Metro de Madrid), con conexión a Línea 10 (Metro de Madrid), teniendo estaciones cercanas de Estación de Móstoles y Estación de Universidad Rey Juan Carlos.
- Línea Urbana 3, Línea Urbana 5 y Línea Urbana 6
- Líneas interurbanas: 522, 524, 526